# Шакотько Віктор Васильович
Ві́ктор Васи́льович Шакотько (нар. 3 квітня 1958 року, с. Слоут Глухівського району Сумської області) — педагог, кандидат педагогічних наук (2018), доцент кафедри технологічної та професійної освіти Глухівського національного педагогічного університету ім. О. Довженка, відмінник народної освіти РРФСР (1990), відмінник освіти України (1997, 2001), співавтор підручників та посібників з інформатики.

## Біографія
Народився 3 квітня 1958 року в с. Слоут Глухівського району Сумської області у селянській родині. У 1975 році закінчив середню школу № 2 у Глухові.
У 1979 році закінчив Глухівський державний педагогічний інститут. З 1979 по 1980 рік працював учителем фізики, креслення та трудового навчання Кам'янопотоцької восьмирічної школи Кременчуцького району. З 1980 по 1983 — учителем трудового навчання, фізики, вихователем групи продовженого дня середньої школи № 17 м. Кременчук (з перервою на службу в армії). 
З 1983 по 1987 — інспектором з трудового навчання відділу освіти Автозаводського райвиконкому м. Кременчук. З 1987 по 1988 — учителем трудового навчання середньої школи № 81 (м. Ютерборг) Групи радянських військ в Німеччині. З 1988 по 1992 — інспектором відділу шкіл Західної групи військ (с. Вюнсдорф).
З 1992 року працює заступником директора з навчальної роботи Кременчуцького педагогічного училища ім. А. С. Макаренка.
У 2018 році захистив кандидатську дисертацію на тему «Методична система формування інформологічних компетентностей майбутніх учителів інформатики».

## Наукова робота
Наукові інтереси: інформологія; методична система формування інформологічних компетентностей майбутніх учителів інформатики; інформатика в початковій школі; інформатика в базовій і профільній середній освіті.
Сприяв організації перших занять з використанням комп'ютерної техніки у середній школі № 30 м. Кременчук. У педагогічному училищі ініціював поглиблене вивчення інформатики: запровадження додаткової кваліфікації «вчитель інформатики в початковій школі», відкриття в ліцеї при училищі профілю інформаційних технологій, використання комп'ютерних технологій в організації навчального процесу, комп'ютеризації навчального закладу тощо. За ініціативою педагога в коледжі введено комп'ютерне тестування під час складання семестрових та державних іспитів, розроблені та впроваджені бази тестових завдань основних дисциплін навчального плану.
Співавтор навчальних програм з інформатики для закладів загальної середньої освіти України для 5—9 та 10—11 класів, для класів (8—11) з поглибленим вивченням інформатики; підручників з інформатики для 5—11 класів, які перемогли в конкурсах та видані на замовлення МОН України загальним тиражем більш ніж 2 мільйони примірників. Автор монографії з методики використання ІКТ у початковій школі.

### Методичні посібники
- Комп'ютер у початковій школі: навч.-метод. посібн. — К., 2006;
- Методика використання ІКТ у початковій школі: навч.-метод. посібн. — К., 2008[1].

## Нагороди
- Відмінник народної освіти РРФСР(інші мови) (1990);
- нагрудний знак «відмінник освіти України» (1997, 2001);
- нагрудним знаком «Василь Сухомлинський» (2006)[1];
- лауреат премії імені А. С. Макаренка[3].